# Ріта Гейворт
Рі́та Ге́йворт (англ. Rita Hayworth, справжнє ім'я — Маргари́та Ка́рмен Кансі́но, Margarita Carmen Cansino; 17 жовтня 1918 — 14 травня 1987) — американська акторка й танцюристка, секс-символ 1940-х. Номінантка премії «Золотий глобус» (1965) за роль у фільмі «Світ цирку». Володарка зірки на Голлівудській алеї слави.

## Біографія
Народилася в родині танцюристів фламенко. Батько, іспанець Едуардо Кансіно, емігрував з Іспанії 1913 року. Мати Волга, англійського й ірландського походження, танцювала у складі популярного бродвейського ревю «Дівчата Зіґфілда». Вони познайомилися 1916 року і наступного року одружилися.
Маргарита займалася танцями з раннього дитинства, у 8 років уперше з'явилася на екрані у складі «Танцюючої родини Кансіно» в епізоді фільму «Фієста», танцювала в клубах Каліфорнії й Тіхуани (у Мексиці) у парі з батьком.
У 16 років уже професійна танцюристка Маргарита Кансіно була помічена керівником кінокомпанії «Fox», який запропонував їй контракт. З 1935 до 1939 року вона знялася в кількох невеликих ролях танцюристок у фільмах компанії Fox під ім'ям Ріта Кансіно. Потім кінокомпанія розірвала контракт, але незабаром Кансіно підписала новий контракт — з кінокомпанією Columbia. Багато в чому це було результатом старань її першого чоловіка — Едварда Джадсона, колишнього продавця машин, що вирішив присвятити себе просуванню молодої дружини до слави. Керівник Columbia Гаррі Кін змінив її прізвище на Гейворт (додавши літеру «й» до прізвища її матері, Геворт). Ріта пофарбувала своє чорне волосся в рудий і для підняття занизької лінії волосся протягом довгого часу піддавалася болючому електролізу.
1941 року Columbia позичила акторку компанії Warner Bros для зйомок у фільмі «Солом'яна блондинка». У цій ролі вперше виявилася природність, повнота життя й сексуальність, які надалі зробили її секс-символом великого екрана. Того ж року Гейворт зіграла жагучу іспанку донью Сол дес Муїре в парі з Тайроном Павером у ранньому кольоровому фільмі «Кров і пісок».
У мюзиклах «Ти ніколи не розбагатієш» (1941) і «Ти ніколи не була гарнішою» (1942) Гейворт нарешті отримала шанс розкрити свій талант танцюристки у парі із Фредом Астером. В 1942 вона знялася з іншим легендарним танцюристом, Джином Келлі, у фільмі «Дівчина з обкладинки» (1944). Будучи посередньою співачкою, вона зазвичай виконувала вокальні номери під фонограму, записану іншими співачками.
Після цих ролей Гейворт стала зіркою. Вона з'явилася на обкладинці журналу Life, стала однією з найпопулярніших моделей (pin-up girls) серед американських солдатів. Тестова ядерна ракета, скинута в 1946 році на атол Бікіні, несла на обшивці її фото.

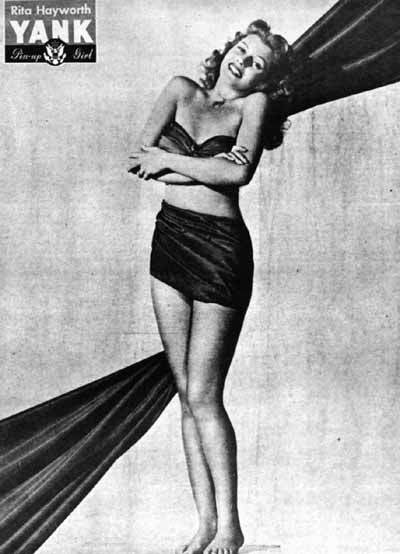
На обкладинці журналу Yank

Кульмінацією кар'єри Гейворт став фільм-нуар «Джильда» (1946). Ріта втілила фатальну жінку, співачку Джильду, що зробила її суперзіркою й секс-символом 1940-х. Фільм особливо запам'ятався відвертою сценою, де героїня Гейворт виконує пісню «Put the Blame on Mame». Образ Джильди став найпопулярнішим в американському кіно 40-х. Завдяки «Джильді» через 50 років в 1995 журнал Empire помістив Гейворт у свій рейтинг 100 найсексуальніших зірок в історії кіно.
Втілюючи на екрані впевнених у собі, сильних фатальних жінок, у реальному житті Гейворт була сором'язливою і тихою, повною протилежністю свого екранного образу. Вона казала: «Чоловіки лягали спати з Джильдою, а прокидалися зі мною».
1943 року вона одружилася вдруге — з режисером Орсоном Веллсом. У шлюбі народила дочку Ребекку. Виконана головну роль у його фільмі «Леді із Шанхаю» (1948), для якої була змушена коротко підстригтися й пофарбуватися в блонд. Фільм вийшов уже після розлучення Гейворт і Веллса й не мав успіху. Проте роль у цьому романтичному трилері називають однією із найкращих ролей Гейворт як «серйозної акторки», нарівні з такими пізніми роботами, як «Місс Седі Томпсон» (1953), «За окремими столиками» (1958) і «Вони приїхали в Кордуру» (1959).
Незабаром після розлучення черговий роман авторки викликав навколо неї справжній скандал. Її зв'язок із сином лідера мусульманської релігійної групи в Індії та Пакистані Принцом Алі Ханом завершився шлюбом. Для Гейворт сімейне щастя було важливішим за кар'єру, тому з 1949 вона не знімалася й народила дочку Ясмін. Однак шлюб тривав недовго, і на початку 1950-х Гейворт, без грошей і з розбитим серцем, повернулася в Голлівуд.
На той час вона вже не була зіркою першої величини, як у 1940-х, і після постійних сутичок з Гаррі Коном через вибір сценаріїв, режисерів і розміру бюджетів Гейворт удруге залишила компанію Columbia в 1953-му. Одружилася зі співаком Діком Геймсаом, розійшлася з ним і знову повернулася в кіно, уже як акторка другого плану.
У 1950-1960-ті роки Ріта Гейворт грала на телебаченні, у кіно знімалася зі змінним успіхом. Проте 1965 року вона одержала свою єдину номінацію на премію «Золотий глобус» за роль у фільмі «Світ цирку».
З 1960 року для неї ставало дедалі складнішим запам'ятовувати діалоги, що значно знизило її працездатність. Це пов'язували зі зловживанням алкоголем, але, як з'ясувалося пізніше, погана пам'ять була одним із ранніх симптомів хвороби Альцгаймера. Діагноз був поставлений лише 1980 року.
1972 року Ріта Гейворт знялася у своєму останньому фільмі — «Гнів господній». Під час зйомок їй підказували кожну репліку.
До початку 1980-х вона вже не могла самостійно піклуватися про себе й 1987 року померла в 68 років. До самого кінця з нею була молодша донька, принцеса Ясмін Ага Хан. Зараз принцеса Ясмін займається філантропією, збираючи кошти для міжнародної організації із вивчення й пошуку шляхів лікування хвороби Альцгаймера.

## Особисте життя
Гейворт була одружена п'ять разів, ні з ким не проживши довше п'яти років. 1937 року в Лас-Вегасі 18-річна Гейворт стала дружиною вдвічі старшого нафтовика Едварда Джадсона. Він був її менеджером та допоміг стати успішною. 1942 року вона подала на розлучення, пославшись на жорстокість чоловіка. Гейворт розповідала, що Джадсон змусив її передати йому значну частину свого майна, і що вона була змушена пообіцяти виплатити йому 12 тисяч доларів під загрозою, що він завдасть великої шкоди її здоров'ю.
Другий чоловік — режисер Орсон Веллс, від якого мала доньку Ребекку (1944—2004).
Третім чоловіком був син імама Ага-хана III принц Алі Хан, від якого 28 грудня 1949 народила другу дочку, принцесу Ясмін Ага-Хан. Хоча Гейворт прагнула почати нове життя за кордоном, далеко від Голлівуду, специфічний спосіб життя та обов'язки чоловіка виявилися заскладними для неї. Вона щосили намагалася відповідати його друзям, їй важко давалася французька. Алі Хан також був відомим ловеласом, підозрювалося, що він зраджував Гейворт під час шлюбу. Гейворт розлучилася з принцом 1953 року. Того ж року одружилася з американським актором та співаком Діком Геймсом, з яким розлучилася вже 1955 року. Останнім чоловіком у 1958-1961 роках був продюсер Джеймс Гілл (1916-2001).
Гейворт також мала багаторічний роман з актором Ґленном Фордом, який почався під час зйомок 1945 року. Їхні стосунки задокументовані в біографії Glenn Ford: A Life, написаної його сином Пітером. Пітер розповів у книзі, що Гейворт завагітніла від Форда під час зйомок фільму Кармен, вона поїхала до Франції, щоб зробити аборт. Пізніше Форд переїхав і жив по сусідству з Гейворт у Беверлі-Гіллз 1960 року, вони були в стосунків упродовж багатьох років до початку 1980-х.

## Вибрана фільмографія

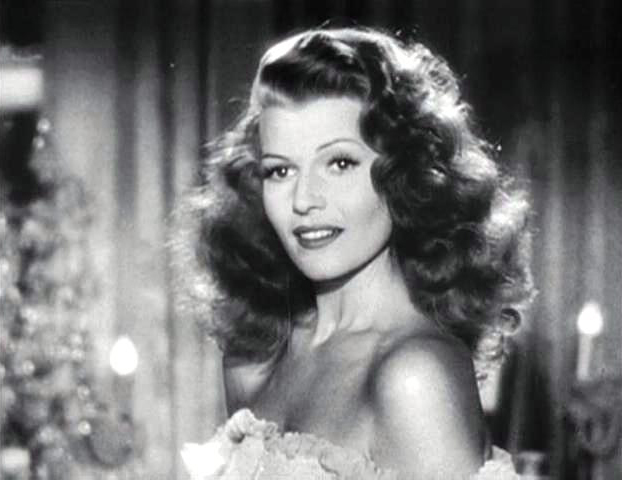
У фільмі «Ґільда»

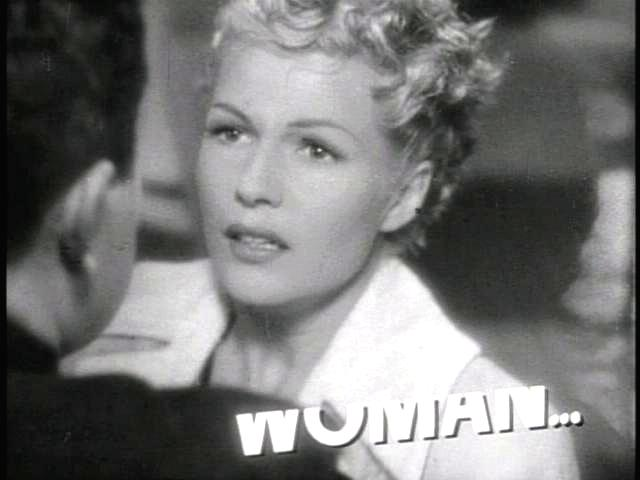
У трейлері фільму «Леді з Шанхаю»

| Рік  |   | Українська назва            | Оригінальна назва                | Роль                         |
| ---- | - | --------------------------- | -------------------------------- | ---------------------------- |
| 1939 | ф | Тільки в янголів є крила    | англ. Only Angels Have Wings     | Джуді Макферсон              |
| 1940 | ф | Янголи над Бродвеєм         | англ. Angels Over Broadway       | Ніна Барона                  |
| 1940 | ф | Сьюзен і Бог                | англ. Susan and God              | Леонора                      |
| 1941 | ф | Щиро твій                   | англ. Affectionately Yours       | Ірен Малкольм                |
| 1941 | ф | Кров та пісок               | англ. Blood and Sand             | донья Соль                   |
| 1941 | ф | Ти ніколи не будеш багатшим | англ. You'll Never Get Rich      | Шейла Вінтроп                |
| 1942 | ф | Моя дівчина Сел             | англ. My Gal Sal                 | Селлі Елліотт                |
| 1944 | ф | Дівчина з обкладинки        | англ. Cover Girl                 | Расті Паркер / Марібель Гікс |
| 1946 | ф | Ґільда                      | англ. Gilda                      | Ґільда                       |
| 1947 | ф | Леді з Шанхаю               | англ. The Lady from Shanghai     | Ельза Банністер              |
| 1966 | ф | Маки — це також квіти       | англ. The Poppy is Also a Flower | Моніка Маркос                |
| 1967 | ф | Корсар                      | англ. The Rover                  | Катерина                     |